# Mark Geleyn
Mark Geleyn (1944) is een Belgisch voormalig diplomaat.

## Levensloop
Mark Geleyn is licentiaat in de handels- en consulaire wetenschappen. In 1969 trad hij in dienst van Buitenlandse Zaken. Hij was op post in Rome, Helsinki, Kinshasa, Parijs, als consul-generaal in München en als ambassadeur in Tel Aviv (1997-2000), als directeur-generaal Bilaterale Betrekkingen en eindigde zijn diplomatieke carrière als ambassadeur in Berlijn (2006-2011).
Hij is lid van de christelijke denktank Logia en auteur voor de Vlaamsgezinde opiniewebsite Doorbraak. In 2015 hielp hij om 244 christenen van Aleppo naar België over te laten komen. Hij treedt ook op in de media, onder meer bij de zaak-Kucam en humanitaire visa of de karikaturen van orthodoxe joden tijdens carnaval in Aalst.